# Madison (actriz porno)
Madison (Miami, Florida; 12 de enero de 1965) es una actriz pornográfica retirada estadounidense.

## Biografía
Natural de Miami, nació en Florida en enero de 1965. Comenzó trabajando como cosmetista y maquilladora en la ciudad de Atlanta (Georgia) y posteriormente como bailarina erótica en Los Ángeles.
En 1990 debutó como actriz pornográfica a los 25 años, siendo su primera película Anal Addiction 2. Durante su etapa en la industria, Madison era una actriz distintiva por su aspecto, con numerosos tatuajes y diversos pírsines en nariz, lengua y pechos.
En 1991 consiguió tres nominaciones en los Premios AVN. Destacó por conseguir la nominación a Mejor actriz revelación, pero también las de Mejor actriz de reparto por Torrid Without a Cause 2 y Mejor escena de sexo lésbico en grupo por Cat Lickers. En 1993 regresó con otra nominación a la Mejor escena de sexo lésbico en grupo por Buttwoman II: Behind Bars.
Como actriz, trabajó para estudios como VCA Pictures, Legend Video, Soho Video, Rosebud, Venus 99, Coast To Coast, Vivid, Bi Line, Anabolic, Evil Angel, Elegant Angel, Magma, Metro, Caballero, Heatwave o Fat Dog, entre otros.
Además de su trabajo en el porno, Madison apareció en varias películas convencionales, siendo destacados sus papeles en la cinta de 1992 Evil Toons, de serie B y en la que compartía escenas con la también actriz pornográfica Barbara Dare, y en la película de 1996 Daylight, con Sylvester Stallone.
Se retiró como actriz en 1999, con un total de 216 películas. En 2003 fue incluida en el Salón de la fama de AVN.
Algunas películas suyas fueron Anal Climax, Bad, Club Anal, Deep Cheeks, Desert Fox, Hell Cats, Jugsy, Last Resort, Nasty Girls 3, Pussyman, Sex Appraisals, The Girls Club o Vampirass.

## Premios y nominaciones
| Año  | Ceremonia   | Resultado | Premio                                | Trabajo                   |
| ---- | ----------- | --------- | ------------------------------------- | ------------------------- |
| 1991 | Premios AVN | Nominada  | Mejor actriz revelación               | —                         |
| 1991 | Premios AVN | Nominada  | Mejor actriz de reparto               | Torrid Without a Cause 2  |
| 1991 | Premios AVN | Nominada  | Mejor escena de sexo lésbico en grupo | Cat Lickers               |
| 1993 | Premios AVN | Nominada  | Mejor escena de sexo lésbico en grupo | Buttwoman II: Behind Bars |